# Club Ferrocarril Mitre
Club Deportivo Ferrocarril General Mitre, o simplemente Ferrocarril Mitre, es un club deportivo argentino ubicado en la localidad Villa Maipú dentro del partido General San Martín, en el gran Buenos Aires.
Ferrocarril Mitre es sobre todo conocido por sus equipos masculinos y femeninos de hockey sobre césped que compiten en el Torneo Metropolitano organizado por la Asociación de Hockey de Buenos Aires. El equipo masculino es el club más exitoso en el hockey provincial con 19 títulos de ganados. El club también organiza la práctica de balonmano, fútbol golf y tenis.
Sus equipos de fútbol se desempeñan en LI.DE. las categorías infantiles y en [AIFA] la primera del club, en la que obtuvo 4 campeonatos en toda la historia. Actualmente se encuentra en la primera C en busca de retornar a la máxima categoría donde supo estar años atrás.
El principal rival de Ferrocarril Mitre es San Fernando.

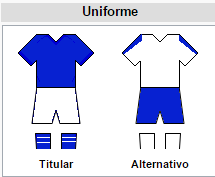

## Historia
El club fue fundado el 26 de abril de 1924 por inmigrantes británicos cuando el "Club Central Argentino de Miguelete", cambió su nombre a "Ferrocarril Central Argentino" (por el Ferrocarril Central Argentino, una de las líneas que sirvió el área suburbana de la Provincia de Buenos Aires).
Con la nacionalización de los ferrocarriles en Argentina en 1948, todas las líneas cambiaron sus nombres para honorar a presidentes notables del país. El "Central Argentino" fue rebautizado como "Ferrocarril General Bartolomé Mitre" en honor a Bartolomé Mitre, y el club cambió su nombre también.
El equipo masculino fue finalista en el Torneo Metropolitano de 2013 después de derrotar a San Fernando pero, luego Mitre perdió el campeonato a manos de Banco Provincia.
El equipo femenino estuvo a punto de descender en 2013, pero derrotó a San Isidro Club por 1-0, manteniéndose en la primera división.

## Títulos
Hombres
- Torneo Metropolitano (19): 1941, 1943, 1945, 1946, 1947, 1952, 1957, 1959, 1961,  1963, 1965, 1968, 1972, 1974, 1989, 1993, 1998, 2010, 2023

[12][13]

Mujeres
- Torneo Metropolitano (3): 1990, 1994, 1995